# Denys Ovenden
Denys William Ovenden (*  1. April 1922 in Uxbridge; † 26. November 2019) war ein britischer Natur- und Wildtierillustrator.

## Leben
Ovenden studierte ab 1938 am Hornsey College of Art. Während des Kriegs diente er in Italien und Nordafrika. Danach arbeitete er als freischaffender Künstler in und um Buckinghamshire. Ovenden illustrierte alle Aspekte der Naturgeschichte, von Pilzen bis hin zu Meeresbewohnern, Vögeln und Säugetieren, Fischen und anderen Wasserlebewesen sowie Insekten. Zahlreiche Studien fertigte er in Gouache auf Karton an. Beispiele seines Schaffens sind die Werke Collins Field Guide to the Reptiles and Amphibians of Britain and Europe von E. Nicholas Arnold und John A. Burton, Insects of Britain and Western Europe von Michael Chinery und Grasshoppers and Allied Insects of Great Britain and Ireland von Judith Marshall und Edward Christopher Mount Haes sowie Veröffentlichungen über das Fliegenfischen, Dinosaurier, Schleimpilze und die Tierwelt der Galapagosinseln. 2008 schuf er im Alter von 86 Jahren das Plakat zur BBC-Fernsehserie Kaltblütig – Die Welt der Drachen, Echsen und Amphibien von David Attenborough.

## Illustrierte Werke (Auswahl)
- John Crompton: The Living Sea, Doubleday & Company, Inc., Garden City, NY, 1957
- Denys Ovenden: Big Cats: Bancroft Tiddlers No. 47, Bancroft & Co., London, 1969
- Bruce Campbell, Richard Fitter, Phyllis Gardiner: BBONT: The First Ten Years 1959–1969, 1970
- Cyril Littlewood: The mammals (The World’s vanishing animals), 1970
- Cyril Littlewood: World’s Vaninishing Birds, W Foulsham & Co Ltd, 1972
- Michael Smith: The Living Land: Wildlife in the Chilterns, Spurbooks Limited, Bourne End, Buckinghamshire, 1973
- Michael Chinery: A Field Guide to the Insects of Britain and Northern Europe (Collins Field Guide), Collins, 1973 (deutsch: Insekten Mitteleuropas. Ein Taschenbuch für Zoologen und Naturfreunde, Übersetzung von Irmgard Jung und Dieter Jung, Paul Parey Verlag, Hamburg u. Berlin, 1976)
- Michael Chinery: The Natural History of the Garden, Collins, 1977
- Michael Tweedie: Insect Life, 1978
- Edwin Nicholas Arnold, John A. Burton: Collins Field Guide to the Reptiles and Amphibians of Britain and Europe, 1978 (deutsch: Pareys Reptilien- und Amphibienführer Europas. Ein Bestimmungsbuch für Biologen und Naturfreunde, Verlag Paul Parey, 1978)
- Edwin Nicholas Arnold, Gordon Corbet: Handguide to the Wild Animals of Britain and Europe (Collins handguides), Collins, 1978 (deutsch: Tiere, die wir kennen sollten: Säugetiere – Kriechtiere – Lurche, Franckh, Stuttgart, 1986)
- Barry Cox: Dinosaurs: A Colour Guide to the Dinosaurs of the Prehistoric World, 1979
- Gordon Barclay Corbet: The Mammals of Britain and Europe, Collins, 1980 (deutsch: Pareys Buch der Säugetiere; Alle wildlebenden Säugetiere Europas, Verlag Paul Parey, Hamburg, 1982)
- John Barrett: A Handguide to the Sea Coast of Britain and Europe, Collins, 1981 (deutsch: Natur an Strand und Küste, 1986)
- Judith Marshall, Edward Christopher Mount Haes: Grasshoppers and Allied Insects of Great Britain and Ireland, 1988
- Marcel Bon, John Wilkinson: The Mushrooms and Toadstools of Britain and North–western Europe, 1988 (deutsch: Pareys Buch der Pilze)
- Dougal Dixon: The New Dinosaurs: An Alternative Evolution, 1988
- Thomas E. J. Langton: Snakes and Lizards, 1989
- Bob Gibbons: The Lomond Guide to Seashore Life, 1991
- Michael Chinery: Snake: Life Story, 1991
- Alwyne Cooper Wheeler: Freshwater Fishes of Britain and Europe, 1992
- Anita Ganeri: Sea Mammals, 1993
- Malcolm Greenhalgh: Complete Fly-Fisher’s Handbook: The Natural Foods of Trout and Grayling and Their Artificial Imitations, Dorling Kindersley, 1997 (deutsch: Das komplette Handbuch Fliegenfischen & Fliegenbinden, 1998)
- Peter Roberts: Guide to the Reptiles and Amphibians of Britain and Ireland (Occasional Publications), 1999
- Malcolm Greenhalgh: Guide to the Reptiles and Amphibians of Britain and Ireland (Occasional Publications), 2007
- Nigel Sitwell: Galapagos: A Guide to the Animals and Plants, Wilmot Books, 2011
- Stefan Buczacki: Collins Fungi Guide: The Most Complete Field Guide to the Mushrooms & Toadstools of Britain & Ireland, 2012